# ملعب أوليمبيكو متروبوليتانو
ملعب أوليمبيكو متروبوليتانو هو ملعب متعدد الاستخدام يقع في مدينة سان بيدرو سولا الهندوراسية . غالبا ما يتم استخدامه لمباريات كرة القدم . يسع الملعب لجلوس 37 ألف متفرج . يعتبر الملعب الرسمي الذي يخوض فيه منتخب هندوراس مبارياته الدولية . تم افتتاح الملعب في سنة 1997 .